# Liste d'inventions américaines
 (janvier 2011).
Si vous disposez d'ouvrages ou d'articles de référence ou si vous connaissez des sites web de qualité traitant du thème abordé ici, merci de compléter l'article en donnant les références utiles à sa vérifiabilité et en les liant à la section « Notes et références ».

## XVIIIesiècle
- 1752 : Paratonnerre, Benjamin Franklin
- 1761 : Glassharmonica, Benjamin Franklin
- 1784 : Lunettes à double foyer, l'ancêtre des verres progressifs, Benjamin Franklin
- 1789 : Bourbon, Eliza Craig, Kentucky
- 1793 : machine à égrener le coton, Eli Whitney

## XIXesiècle

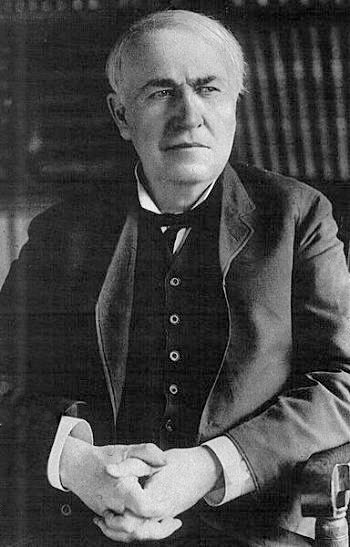
Thomas Edison

- 1801 : Pont suspendu moderne, James Finley
- 1831 : moissonneuse mécanique, McCormick
- 1835 : revolver à barillet, Samuel Colt
- 1843 : machine à écrire
- 1844 : télégraphe, Samuel Morse
- 1849 : épingle à nourrice, Walter Hunt
- 1850 : Machine à coudre, Isaac Singer
- 1853 : ascenseur, Elisha Otis (équipement du premier ascenseur en 1857 dans un immeuble de New York)
- 1853 : jeans, Oscar Levi Strauss, Californie
- 1857 : papier hygiénique, Joseph Cayetty
- 1869 : chewing-gum, William F. Semple, Ohio
- 1874 : téléphone, Graham Bell

- 1877 : Microphone, Emile Berliner
- 1878 : phonographe, Thomas Edison

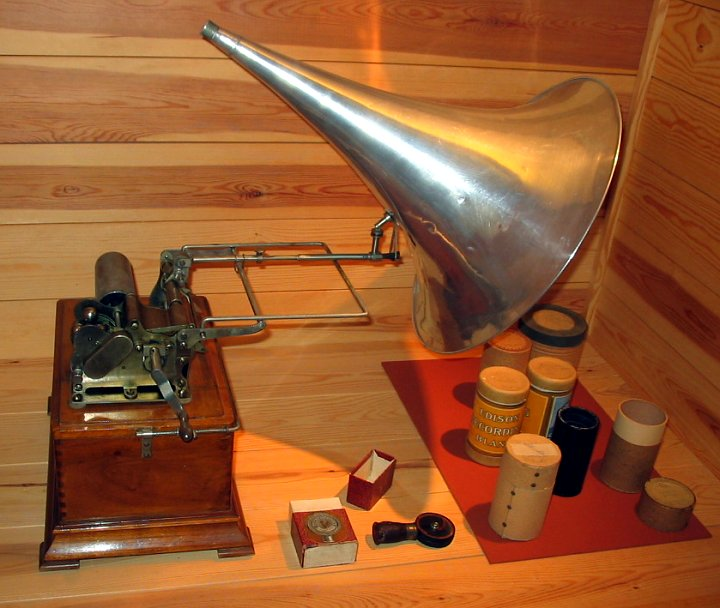
Le phonographe d'Edison

- 1879 : lampe à filament incandescent, Thomas Edison
- 1882 : fer à repasser électrique, Henry W Seely, New York
- 1884 : stylo, Lewis E. Waterman
- 1885 : Premier Gratte-ciel, par William Le Baron Jenney, le Home Insurance Building à Chicago
- 1886 : Coca-Cola, John S. Pemberton, Atlanta
- 1886 : Lave-vaisselle, Josephine Cochrane
- 1886 : Ventilateur Schuyler Wheeler
- 1887 : Comptomètre, ancêtre de la calculatrice électronique par Dorr E. Felt
- 1888 : pellicule photographique, Eastman
- 1889 : publiphone, William Gray, Hartford, Connecticut
- 1889 : juke-box, Louis Glas, San Francisco
- 1889 : Gramophone, Émile Berliner
- 1891 : fermeture à glissière (fermeture éclair), dépôt du brevet par Whitcomb Judson
- 1892 : Escalier mécanique ou escalator, Jesse W. Reno
- 1892 : Tracteur à essence, John Froelich
- 1895 : Machine à sous, Charles Fey
- 1896 : Dentifrice, première commercialisation par la société  Colgate & Company
- 1897 : Cornflakes, frères Kellogg (Kellogg's)
- 1899 : Lampe de poche, société Energizer

## XXesiècle
- 1901 : rasoir mécanique par la compagnie Gillette, King Camp Gillette
- 1901 : aspirateur, David T. Kenney, New Jersey
- 1902 : climatisation, par Willis Haviland Carrier
- 1903 : premier vol motorisé et contrôlé d'un aéronef, Orville et Wilbur Wright
- 1905 : grille-pain, Albert Marsh, à Détroit
- 1908 : première automobile de grande série, la Ford T
- 1908 : fouet électrique, Herbert Johnston
- 1910 :  poste de radio à galène, Dunwoody et Pickard
- 1911 : chasse-neige, David Munson
- 1913 : réfrigérateur, Domelre, Chicago
- 1914 : imprimante, société Powers
- 1920 : barre chocolatée mars, Frank Mars
- 1922 : esquimo glacé, Nelson Onawa, Iowa
- 1922 : ski nautique, Ralph Samuelson
- 1922 : autoradio, George Frost
- 1922 : mixeur électrique, Stephen J. Poplawski, Stevens Electric Company
- 1924 : Kleenex, société Kimberly-Clark, Wisconsin
- 1924 : motoneige, J.A. Bombardier, de Valcourt Québec, Canada
- 1926 : télévision, Philo T. Farnsworth et Vladimir Zworykin
- 1928 : petit pot pour bébé, Dan Gerber
- 1928 : rasoir électrique, Jacob Schick
- 1931 : Scrabble, Alfred Mosher Butts
- 1932 : fusée à propulsion liquide, Robert Goddard
- 1933 : premier avion de ligne, le Boeing 247 transporte 10 passagers à bord d'un monoplan pour United Airlines

- 1935 : guitare électrique
- 1935 : sèche-linge, J. Ross Moore

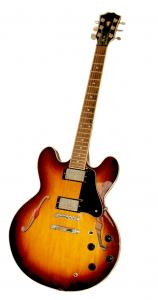
Une guitare électrique 1/2 caisse Gibson ES 335

- 1938 : bas nylon, Dupont de Nemours
- 1938 : photocopieur, Chester Carlson, commercialisé en 1959 par Xerox
- 1945 : four à micro-ondes, Percy Spencer
- 1945 : Tupperware, Carl W. Tupper
- 1946 : ordinateur, ou première machine électronique Turing-complet
- 1946 : panneau solaire, Russel Ohl
- 1947 : transistor, ingénieurs du laboratoire Bell
- 1948 : deltaplane inventé par Francis Melvin Rogallo
- 1949 : horloge atomique, inventée par l'Institut national des standards et de la technologie des États-Unis
- 1951 : magnétoscope, société Mincom
- 1953 : plaque vitrocéramique, S. Donald Stookey
- 1957 : synthétiseur, Max Mathews de Bell Laboratories
- 1959 : circuit intégré, Jack St Clair
- 1959 : brosse à dents électrique, société Squibb Pharmaceutical
- 1960 : Laser, Charles Hard Townes
- 1961 : Skateboard ou planche à roulette, Phil Edwards
- 1962 : satellite de communication, Telstar 1, NASA
- 1965 : Aspartame, laboratoires de Seattle
- 1967 : Dolby, Ray Dolby
- 1968 : Planche à voile, Jim Drake-Schweitzer
- 1970 : Microprocesseur, Gary Boone ou Gilbert Hyatt (inventeur)
- 1970 : Coupe bordures, George Ballas
- 1971 : Imprimante laser, société Xerox
- 1972 : Console de jeux, produite par la société Magnavox, l'Odyssey
- 1972 : Robot de cuisine, Carl Sontheimer
- 1973 : Téléphone mobile, Martin Cooper de Motorola
- 1975 : Appareil photographique numérique, Steven Sasson
- 1981 : Ordinateur portable, Adam Osborne
- 1981 : Avion furtif, États-Unis et General Electric
- 1983 : Répondeur, société AT&T
- 1985 : écran tactile, Zénith
- 1991 : Wi-Fi, société NCR Corporation et AT&T
- 1992 : Premier Smartphone, société IBM
- 1996 : USB, société Intel